# Wager Swayne

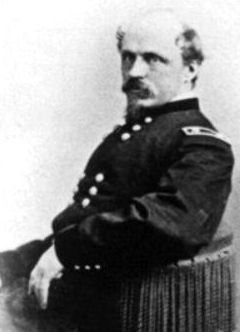
Wager Swayne

Wager Swayne (* 10. November 1834 in Columbus, Ohio; † 18. Dezember 1902 in New York City) war ein General der US Army während des Amerikanischen Bürgerkriegs, der Amerikas höchste Militärauszeichnung, die Medal of Honor, für seinen herausragenden Mut bei der ersten Schlacht um Corinth empfing. Darüber hinaus war er auch während der ersten Tage der Reconstruction zwischen 1867 und 1868 Militärgouverneur des Bundesstaates Alabama.

## Leben
Wager Swayne war der Sohn von Noah Haynes Swayne, Richter am US Supreme Court. Er graduierte an der Yale University und wurde ein Rechtsanwalt in Ohio. Während des Bürgerkriegs diente er in der Unionsarmee als Stabsoffizier in einem von Ohios dreijährigen Infanterieregimentern. Im August 1861 ernannte William Dennison, Gouverneur von Ohio, Swayne zum Major der 43. Ohio Freiwilligeninfanterie (OVI), die in Mount Vernon errichtet wurde. Wegen seiner Leistungen bei den Schlachten von Iuka und Corinth beförderte man ihn zum Regiments-Colonel, aber auch um die freie Stelle zu besetzen, die durch den Tod des Vorgängers entstand. Swaynes Führung der 43. Ohio Freiwilligeninfanterie während des Atlanta-Feldzugs brachte ihm später die Beförderung zum Brigadegeneral. Wegen einer ernsthaften Verwundung in South Carolina musste ihm 1865 ein Bein amputiert werden. Swayne musterte im Laufe des Jahres aus der Freiwilligenarmee aus, blieb jedoch in der regulären Armee.
Nach dem Krieg diente er im Freedmen’s Bureau und zog nach Alabama, wo er als Militärgouverneur tätig war. Danach verließ er 1870 die Armee und zog nach Toledo, Ohio, wo er eine Anwaltspraxis eröffnete. Später ging er 1881 nach New York City, wo er eine andere Anwaltspraxis eröffnete, spezialisiert auf die Vertretung der Telegraf- und Eisenbahnunternehmen. Am 19. August 1893 wurde ihm die Medal of Honor zuerkannt. Sie wurde ihm für die außergewöhnlichen Leistungen bei Corinth verliehen. Wager Swayne verstarb am 18. Dezember 1902 in New York City und wurde auf dem Nationalfriedhof Arlington beigesetzt.